# Bosco Wong
Pour les articles homonymes, voir Wong.
Bosco Wong, de son vrai nom Wong Chung-chak (黃宗澤, né le 13 décembre 1980), est un acteur, chanteur et entrepreneur hongkongais, devenu célèbre avec la série Triumph in the Skies (en) en 2003. Par la suite, il joue un nombre de rôles très divers comme dans les séries télévisées  Wars of In-laws (en) (2005), Dicey Business (en) (2006), Lives of Omission (en) (2011), et la franchise Flying Tiger. En 2014, il remporte le prix du meilleur acteur au China Image Film Festival (en) pour sa prestation dans Golden Brother (en). Il est également propriétaire d'un restaurant à Hong Kong appelé Oystermine.

## Biographie

### 1998–2005: Début et percée
En 1998, Wong est repéré dans la rue par un dépisteur de talents et tourne dans une publicité pour un thé au citron. Les recruteurs lui proposent ensuite d'autres opportunités, mais Wong insiste pour terminer d'abord son lycée. Après avoir obtenu son diplôme, il rejoint la chaine de télévision TVB en 1999 à l'âge de 19 ans. Il anime diverses émissions de variétés et joue des figurants dans plusieurs séries.
Il fait ses débuts officiels d'acteur dans Burning Flame 2 (en) (2002). il fait ensuite partie de la série historique Find the Light (en) et de la série d'adolescents Aqua Heroes (en). Il gagne en popularité avec le rôle du pilote stagiaire Chris dans la série de 2003 Triumph in the Skies (en). Il joue ensuite un rôle principal dans la série historique Wong Fei Hung – Master of Kung Fu (en) in 2004. L'année suivante, il joue aux côtés de Liza Wang et Myolie Wu (en) dans la série comique Wars of In-laws (en). Il remporte le TVB Anniversary Award de l'acteur le plus amélioré la même année.

### 2006–2017: Succès grand public
La prestation de Wong dans le rôle d'un jeune socialement inapte dans Dicey Business (en) (2006) lui vaut plus de popularité et de reconnaissance et le statut d'acteur en plein essor. Il fait ses débuts au cinéma dans The Luckiest Man en 2008. En 2011, il joue le chef de la triade Bai Co ou « Co l'estropié » dans Lives of Omission (en) (2011). Il déclare que son âge plus avancé lui permet alors de jouer des personnages plus matures tels que le chef de la triade ou l'honnête inspecteur de police Hui dans Witness Insecurity (en) (2012).
Wong est choisi pour le rôle de Chiu Bing dans le premier film du réalisateur Fire Lee, Love In Time (2012), et reçoit des critiques positives pour sa prestation sincère et réaliste,. Il reçoit ces mêmes critiques positives pour le rôle de Sit Ho Ching dans Golden Brother (en) pour lequel il reçoit le prix du meilleur acteur au China Image Film Festival (en) en 2014 à Londres.
Il joue ensuite Di Renjie dans la série dramatique Gong'an (en) Young Sherlock (en) (2014), puis en 2016 dans Two Steps From Heaven (en), aux côtés de Priscilla Wong (en), Edwin Siu (en) et Louis Cheung. Il y interprète Sheldon Chun, un directeur des relations publiques qui, dans l'espoir de gravir les échelons sociaux, devient impitoyable.
En décembre 2016, il annonce qu'il ne renouvellera pas son contrat avec TVB, mettant fin à 17 ans de carrière sur la chaîne. Sa dernière série sur TVB est Heart of Greed 3.

### 2018–aujourd'hui: Shaw Brothers
Wong rejoint la Shaw Brothers en 2017 et apparaît dans les séries Flying Tiger et Guardian Angel. En décembre 2018,  durant le tournage de Flying Tiger 2 (en), Wong se blesse pendant une scène d'action et se fracture le pied droit. Il subit une intervention chirurgicale et reste hospitalisé pendant cinq jours. Il reprend le tournage en janvier et utilise une doublure pour le reste de ses scènes d'action. Il commence le tournage de la série Web White War (en) en avril 2019, dans laquelle il interprète un policier infiltré, puis joue dans la troisième série des Flying Tiger (en) en juillet 2020.

### Carrière de chanteur
En octobre 2008, Wong signe un contrat d'enregistrement avec East Asia Music et sort son premier EP en décembre de la même année.

## Vie privée
Wong commence à fréquenter l'actrice Myolie Wu (en) en 2005. Le 25 juillet 2012, il annonce leur séparation. En 2014, il fréquente la mannequin Vanessa Yeung (en). Les deux sont vus ensemble à un rendez-vous le 3 février mais le couple se sépare plus tard dans l'année.

## Filmographie

### Films
- 2008 : The Luckiest Man (大四喜) : Ah Fai
- 2009 : Happy Sheep and Big Bad Wolf (喜羊羊與灰太狼之牛氣衝天) : Grey Wolf
- 2010 : 72 Tenants of Prosperity (72家租客) : Ha Chai Tai Long
- 2010 : My Sassy Girl 2 (我的野蛮女友2) : Yang Guo
- 2011 : I Love Hong Kong (我愛HK開心萬歲) : Ng Shun (jeune)
- 2011 : The Fortune Buddies (勁抽福祿壽) : Ben (Guest Star)
- 2011 : Turning Point 2 (Laughing Gor之潛罪犯) : Michael So Sing Pak
- 2012 : I Love Hong Kong 2012 (2012我愛HK 喜上加囍) : Lok Yi Ah
- 2012 : Love In Time (等我愛你) : Chiu Bing
- 2012 : Starts Good Ends Good
- 2013 : Together(在一起) : Mr. Lam
- 2013 : I Love Hong Kong 2013 (2013我愛HK 喜上加囍) : Song Chi Hung
- 2014 : Golden Brother (男人唔可以窮) : Sit Ho Ching
- 2016 : Buddy Cops (神獸刑警)
- 2021 : G Storm (G風暴)

### Télévision
- 2000 : 中国奥运金牌选手龙的光辉大汇演
- 2000 : 英皇超新星大赛
- 2000 : TVB.com 直check电视城
- 2000 : 永安旅游话系知点解海南岛咁好玩
- 2000-2002 : 非常音乐空间
- 2000-2001 : 和你玩得喜
- 2000 : Lost In Love
- 2000 : At the Threshold of an Era 2 (創世紀2)
- 2000 : A Matter of Customs (雷霆第一關)
- 2001 : The Awakening Story (婚前昏後)
- 2001-2002 : 欢乐今宵
- 2001 : 世纪狂欢飞跃
- 2002 : Slim Chances (我要Fit一Fit)
- 2002 : Burning Flame 2 (烈火雄心2) : Cheung Li Hei
- 2003 : Aqua Heroes (戀愛自由式)  : Chui Siu Lui, Louis
- 2003 : Find the Light (英雄‧刀‧少年) : Tan Sitong
- 2003 : Triumph in the Skies (衝上雲霄) : Chris Tse
- 2004 : To Love with No Regrets : Luk Maan Tau
- 2004 : The Last Breakthrough (天涯俠醫) : Tung Chi Sum
- 2004 : Wong Fei Hung - Master of Kung Fu (我師傅係黃飛鴻) : Wong Fei-hung
- 2005 : Wars of In-Laws (我的野蠻奶奶) : Ling Mau Chun/Bat Lau Ming
- 2005 : Life Made Simple (阿旺新傳) : Chung Zi Chung, Michael
- 2005 : Fantasy Trend/The Zone - Ep 12: A Day as Death (奇幻潮) : Chan Jun Biu
- 2006 : Lethal Weapons of Love and Passion (覆雨翻雲) : Han Pak
- 2006 : Under the Canopy of Love (天幕下的戀人) : Kuen Lik, Nick
- 2006 : Au Revoir Shanghai (上海傳奇) : Shek Sai Gau
- 2006 : Dicey Business (賭場風雲) : Chai Foon Lok/Cheung Lai Fu
- 2006 : The Price of Greed (千謊百計) : Lui To
- 2007 : Heart of Greed (溏心風暴) : Tong Chi Yat, Gilbert
- 2007 : Devil's Disciples (強劍) : Shing Fung/Sze Ma Fung
- 2008 : Wars of In-Laws 2 (野蠻奶奶大戰戈師奶) : Gwo Duk, Kyle
- 2008 : The Seventh Day (最美麗的第七天) : Hui Wai Yan, Don
- 2008 :  Moonlight Resonance (溏心風暴之家好月圓]) : Ling Chi Shun, Ling B
- 2008-2009 : The Gem of Life (珠光寶氣) : Shek Tai Chuen, William
- 2009 : Burning Flame 3 (烈火雄心3) : Fong Lee On, Encore
- 2009 : Wine Confidential (zh)
- 2010 : Don Juan De Mercado (情人眼裡高一D) : Kan Lik Shun
- 2010 : Growing Through Life (摘星之旅) : Chung Lam Dai, Linus
- 2010 : Every Move You Make (讀心神探) : Ho Lai-yin, Trevor
- 2011 : 7 Days in Life (隔離七日情]) : Chiu Chin-lung
- 2011 : Grace Under Fire (女拳) : Lui Ching-lung
- 2011 : Lives of Omission (潛行狙擊) : Bai Co/So Sing Pak, Michael
- 2011 : Water of Life (zh)
- 2012 : Witness Insecurity (護花危情) : Hui Wai Sam/Hui Sir
- 2012 : Racecourse (跑馬場|跑馬場) : Zuo Tian Yi
- 2013 : A Change Of Heart (好心作怪) : Yiu Yat San(Dr. Yiu)/Yiu Yuet San(Siu Yiu)
- 2013-2014 : Coffee Cat Mama (貓屎媽媽) : Bao Chi Tai
- 2014 : Young Sherlock (少年神探狄仁杰) : Detective Dee (Di Renjie)
- 2014 : The Ultimate Addiction (点金圣手) : Cheuk Yuk
- 2015 : Women on the Breadfruit Tree (面包树上的女人) : Lin Fang Wen
- 2015 : Mad Detective Yang Jin Bang (神探杨金邦) : Yang Jin Bang
- 2015 : Lasting Affection (愛讓我們在一起) : Yu Xiao Meng
- 2015 : Under the Veil (無雙譜) : Cheung Chan
- 2015 : Destined to Love You (偏偏喜歡你) : Chen Wen Tao
- 2016 : K9 Cop (警犬巴打) : Lai Yat-tsau
- 2016 : Two Steps from Heaven (幕後玩家) : Sheldon Chun Shing-hoi
- 2016 : Summer Sweetie (夏日甜心)
- 2017 :  The Starry Night, The Starry Sea 2 : Mo Hen
- 2017 : Heart and Greed (溏心風暴3) : Ling Shing-fung
- 2018 : Flying Tiger 1 (飛虎之潛行極戰) : Vincent Ko Ka-long
- 2018 : Guardian Angel (守護神之保險調查) : Bak Tin-ming
- 2019 :  Your Secret (我知道你秘密) : Lu Beichen/Lu Beishen
- 2019 : Flying Tiger 2 (飛虎之雷霆極戰) : Eddie Wong Kwok-dong
- 2020 : White War (战毒|战毒) : Turbo
- 2020 : ''The Impossible 3 (zh)  (非凡三俠) : Chan Chan
- Flying Tiger 3  (飛虎之壯志英雄)

### Clips musicaux
- One Hit and Spread (一拍兩散) : Joey Yung
- Technical Defeat (技術性擊倒) : Yumiko Cheng (en)
- Leisure Journey (漫游) : Yennis Cheung
- Why Continue to Love (為何要繼續愛) : Ivy Koo
- Change of Season (換季) : Michelle Cheng
- Black Neck Tie  (黑色領帶) : Daniel Chan (en)
- A Moment of Release (一息間的放從) : Sharon Chan
- Girls Highschool (女子中學) : Cherry Wong
- Survivor (生還者) : Charlene Choi

## Discographie

### Album
- 2008 - Debut EP: In Love with Bosco
- 2010 - EP: Bravo[12]

### Bande originale de films
- 太錯 dans Love In Time

### Thème musical de séries TVB
- 家規 dans Wars of In-Laws, chanté avec Liza Wang et Myolie Wu (en)
- 無人愛 dans Au Revoir Shanghai
- 第幾天 dans Dicey Business
- 角色 dans The Price of Greed
- 強劍 dans Devil's Disciples, chanté avec Kevin Cheng
- 感激遇到你 dans Wars of In-Laws 2, chanté avec Myolie Wu
- 盡快愛 dans 7 Days in Life
- 底線 dans Lives of Omission

### Chansons pour enfants sur TVB
- 哪吒傳奇 : Legend of Na-Zha
- 神話 : Greek Gods
- 微微笑 : KERORO軍曹, chanté avec Kevin Cheng
- 爆旋陀螺鋼鐵戰魂 : Keyblade Metal Fusion

### Autres
- 奧運六星 - 遇強越勇 : Thème des jeux olympiques d'Athènes 2004 sur TVB, chanté avec Raymond Lam, Ron Ng, Sammul Chan, Kenneth Ma et Lai Lok Yi
- 奧運六星 - 乘風破浪 : Thème des jeux olympiques d'Athènes 2004 sur TVB, chanté avec Raymond Lam, Ron Ng, Sammul Chan, Kenneth Ma et Lai Lok Yi
- 全城投入電視廣播新里程 - 算你狠 : Chanson de publicité sur TVB, chanté avec Jack Wu
- Put Your Hands Up : Thème de la coupe du monde de football 2006 sur TVB, chanté avec Raymond Lam, Ron Ng, et Kevin Cheng
- 東方神球 (Run) : Thème de la coupe du monde de football 2010 sur TVB, chanté avec Ron Ng
- 最幸福的事 (version cinéma) : Thème de la version cinéma de Witness Insecurity, chanté avec Linda Chung
- 雖然這個世界 : Thème de la série Flying Tiger de la Shaw Brothers, chanté avec Ron Ng

## Récompenses

### 2005
- 2005 Children's Song Awards : Top Ten Children’s Songs, Legend of Na Ja
- 2005 38th TVB Anniversary : Most Improved Actor Award, Ling Mau Chun dans Wars of In-Laws

### 2006
- 2006 Metro ShowBiz TV Awards : Most Popular Male Actor
- 2006 Next Magazine TV Awards : Top Ten TV Artistes - 3ème place
- 2006 Next Magazine TV Awards : Happy Shop Most Energetic Artiste
- 2006 TVB Popularity Awards : Top Ten Most Popular TV Character, Ling Mau Chun dans Wars of In-Laws
- 2006 TVB Popularity Awards : Most Popular On-Screen Couple - Bosco Wong et Myolie Wu
- 2006 TVB Popularity Awards : Predige Best Skin Award
- 2006 Annual Artiste Award : Best TV Actor Award - Bronze
- 2006 Astro TV Drama Award : Top 12 Favorite Character Award, Ling Mau Chun dans Wars of In-Laws
- 2006 Astro TV Drama Award : Most Bizarre Character Award, Ling Mau Chun dans Wars of In-Laws

### 2007
- 2007 Next Magazine TV Awards : Top Ten TV Artistes - 6ème place
- 2007 Children's Song Awards : Top Ten Children’s Songs, Keroro Agai
- 2007 Esquire Magazine Awards : Most Promising Star
- 2007 Yahoo Popularity Awards : Most Searched Rising-Popularity Artiste
- 2007 Astro TV Drama Award : Top 12 Favorite Character Award, Kuen Lik dans Under the Canopy of Love

### 2008
- 2008 Next Magazine TV Awards : Top Ten TV Artistes - 7ème place
- 2008 Yahoo Popularity Awards
- 2008 HIM Magazine Awards : Cover Award
- 2008 Metro Hits Awards : Newcomer with Potential
- 2008 JSG Awards : Most Popular Male Newcomer - Argent
- 2008 Sina Music Awards : Most Favourite Male Newcomer - Or
- 2008 Astro TV Drama Award : Top 12 Favorite Character Award, Lui To dans The Price of Greed

### 2009
- 2009 15th Shanghai TV Festival : Most Potential Actor Award, William Shek Tai Chuen dans The Gem of Life
- 2009 IFPI Award : Top Album Sales (Male Newcomer)

### 2010
- 2010 Next Magazine TV Awards : Top Ten TV Artistes - 7ème place

### 2011
- 2011 Next Magazine TV Awards : Top Ten TV Artistes - 7ème place
- 2011 Singapore Starhub TVB Awards : Top 5 My Favorite TVB Male TV Character, Chung Lam Dai dans Growing Through Life
- 2011 HKFDA Fashion Visionaries Award : Top 10
- 2011 Astro On Demand Favourite Award : Top 15 Favorite Character Award, Michael So Sing Pak/Bai Co dans Lives of Omission

### 2012
- 2012 Next Magazine TV Awards : Top Ten TV Artistes - 6ème place
- 2012 Singapore Starhub TVB Awards : Top 6 My Favorite TVB Male TV Character, Michael So Sing Pak/Bai Co dans Lives of Omission
- 2012 Astro On Demand Awards : Top 15 Favorite Character Award, Hui Wai Sam/Hui Sir dans Witness Insecurity
- 2012 Esquire(China) Men at His Best Award : Most Popular HK/Taiwan Artiste

### 2013
- 2013 Singapore Starhub TVB Awards : My Favorite TVB Actor
- 2013 Singapore Starhub TVB Awards : Top 6 My Favorite TVB Male TV Character, Hui Wai Sam dans  Witness Insecurity
- 2013 Singapore Starhub TVB Awards : My Favourite Onscreen Couple dans A Change of Heart avec Niki Chow
- 2013 Astro On Demand TVB Stars Award : Top 15 Favorite Character Award, Yiu Yat San & Yiu Yuet San dans A Change of Heart

### 2014
- 2014 Singapore Starhub TVB Awards : Top 6 My Favorite TVB Male TV Character, Cheuk Yuk dans The Ultimate Addiction
- 2014 Astro On Demand TVB Stars Award : Top 15 Favorite Character Award, Cheuk Yuk dans The Ultimate Addiction
- Europe China Image Film Festival 2014 : Best Leading Actor Sit Ho Ching dans Golden Brother
- 2014 47th TVB Anniversary Award : TVBC Most Popular Actor in Mainland China Award